# Moe Norman
Murray Irwin „Moe“ Norman (* 10. Juli 1929 in Kitchener; † 4. September 2004) war ein kanadischer Profigolfer. Er fiel durch seine individuelle Schwungtechnik auf, die ihm aufgrund ihrer Wiederholbarkeit den Namen „Pipeline Moe“ einbrachte.

## Schwungtechnik
Normans Schwungtechnik ist trotz aller Eigenarten der One-Plane-Theorie zuzuordnen, in der der Schläger sich während des gesamten Schwungverlaufes auf einer Ebene bewegt. Dementsprechend waren Normans Hände beim Setup höher als bei anderen Spielern und Arme und Schläger bildeten von vorneherein eine durchgehende Linie. Der 10-Finger-Griff ohne Überlappung war hierbei ebenso eine Besonderheit. Norman umschloss den Schläger mit allen 10 Fingern wie beim Baseball. Sein Griff mit der linken Hand war hierbei überdurchschnittlich stark über den Schläger gedreht. Rückschwung und Durchschwung waren ebenso wie die Schulterdrehung minimal. Stattdessen kamen Arme und Handgelenke mehr ins Spiel.

## Karriere
- Canadian Amateur Championship erster Platz (1955, 1956)
- 55 Siege auf der Canadian Tour
- Canadian PGA Championship Sieger (1966, 1974)
- Canadian PGA Seniors’ Championship Sieger (1979–1985, 1987)
- 33 Platzrekorde
- 17 holes-in-ones
- Diverse Runden unter 60 Schlägen
- 1 top ten finish und 7 top 25 finishes auf der PGA Tour
- 1 top three finish und 2 top ten finishes auf der PGA Senior Tour